# Piedrabuena (kommunhuvudort)
Piedrabuena är en kommunhuvudort i Spanien.   Den ligger i provinsen Provincia de Ciudad Real och regionen Kastilien-La Mancha, i den centrala delen av landet, 160 km söder om huvudstaden Madrid. Piedrabuena ligger 594 meter över havet och antalet invånare är 4 863.
Terrängen runt Piedrabuena är kuperad västerut, men österut är den platt. Runt Piedrabuena är det glesbefolkat, med 12 invånare per kvadratkilometer. Piedrabuena är det största samhället i trakten. Omgivningarna runt Piedrabuena är i huvudsak ett öppet busklandskap.